# David Poyer
David Poyer es un escritor estadounidense y agente naval retirado. Nació en Dubois, Pensilvania en 1949.
Poyer se graduó de la Academia Naval de Estados Unidos en 1971. Escribió como agente naval en activo y capitán naval de reserva, prestó servicio en el Atlántico, Ártico, Pacífico, Caribe, y el área del Golfo Pérsico, hasta su jubilación de la Armada de Estados Unidos en julio de 2001.
Poyer empezó escribir en 1976 y hasta 2011 ha publicado casi 33 novelas, y se apellida "el autor viviente más popular de ficción de mar nortamericana".
Poyer actualmente enseña en la Universidad Wilkes. Vive con la novelista Lenore Hart y su hija en Virginia.

## Libros
- White Continent Jove Publications 1980
- The Shiloh Project: What If The Civil War Happened Now? Avon Books 1981
- Star Seed (Starblaze Editions), Walsworth Publishing Company, 1982
- The Return of Philo T. McGiffin St.Martin's Press 1983
- The Dead of Winter (Hemlock County) Tor Books 1988
- Stepfather Bank St. Martin's Press 1988
- Task Force 61 New English Library Ltd 1990
- Bahamas Blue (Tiller Galloway Thrillers) St. Martin's Paperbacks 1992
- Hatteras Blue (Tiller Galloway Thrillers) St. Martin's Paperbacks 1992
- Winter in the Heart Tor Books 1994
- Louisiana Blue (Tiller Galloway Thrillers) St. Martin's Paperbacks 1995
- The Only Thing to Fear Tor Books 1996
- The Return of Philo T. McGiffin (Bluejacket Books) US Naval Institute Press 1997 (reissue)
- As The Wolf Loves Winter (Hemlock County) Forge Books 1997
- Down to a Sunless Sea (Tiller Galloway Thrillers) St. Martin's Paperbacks 1998
- Thunder on the Mountain (Hemlock County) Forge Books 2000
- Fire on the Waters : A Novel of the Civil War at Sea Simon & Schuster 2003
- A Country of Our Own: A Novel of the Confederate Raiders Simon & Schuster 2005
- That Anvil of Our Souls: A Novel of the Monitor and the Merrimack Simon & Schuster 2006
- Ghosting St. Martin's Press 2010
- The Whiteness of the Whale, St. Martin's Press, 2013

### Dan Lenson novelas
- The Gulf, St. Martin's Press, 1990
- The Med, St. Martin's Paperbacks, 1991
- The Circle, St. Martin's Paperbacks, 1993
- The Passage, St. Martin's Paperbacks, 1997
- Tomahawk, St. Martin's Paperbacks, 2000
- China Sea, St. Martin's Press, 2000
- Black Storm, St. Martin's Paperbacks, 2003
- The Command, St. Martin's Press, 2005
- Korea Strait, St. Martin's Press, 2007
- The Threat, St. Martin's Paperbacks, 2007
- The Weapon, St. Martin's Press, 2008
- The Crisis, St. Martin's Press, 2009
- The Towers, St. Martin's Press, 2011
- The Cruiser, St. Martin's Press, 2014 (Capitán de navío Lenson)
- Tipping Point, St. Martin's Press, 2015
- Onslaught, St. Martin's Press, 2016
- Hunter Killer, St. Martin's Press, 2017 (Contraalmirante de grado inferior Lenson)
- Deep War, St. Martin's Press, 2018